# Тутуяс
Тутуяс — река в России, протекает по Новокузнецкому району Кемеровской области. Устье реки находится в 630 км от устья реки Томь по правому берегу. Длина реки составляет 85 км. Площадь водосборного бассейна — 883 км².
Высота устья — 218 м над уровнем моря.
На месте впадения р. Аксас находится опустевший посёлок Аксас.
На месте впадения р. Ондыгаш, р. Куругрык находится посёлок Тутуяс.

## Бассейн
- 5 км: Нижний Кийзак
- 9 км: Баранзас (Большой Баранзас)
  - 7 км: Малый Баранзас
- 20 км: Аксас
- 25 км: Тунзассу (Большой Тунзассу)
  - 9 км: Малый Тунзассу
- 32 км: Кедровый
- 41 км: Верхний Узунсу
- 56 км: Казырсу
- 65 км: Ериндей

## Данные водного реестра
По данным государственного водного реестра России относится к Верхнеобскому бассейновому округу, водохозяйственный участок реки — Томь от истока до города Новокузнецк, без реки Кондома, речной подбассейн реки — Томь. Речной бассейн реки — (Верхняя) Обь до впадения Иртыша.